# Échichens
Échichens est une commune suisse du canton de Vaud, située dans le district de Morges.

## Population

### Gentilé et surnom
Les habitants de la commune se nomment les Échichanais.
Ils sont surnommés lè Ganz (les jars en patois vaudois).

## Histoire
Lors des référendums du 28 juin 2009, les communes de Colombier, Échichens, Monnaz et Saint-Saphorin-sur-Morges ont validé une fusion pour former une nouvelle commune en juillet 2011.

Anciennes armoiries de la commune d'Echichens, avant la fusion de 2011. Ce blason représentant trois jars provient du châtelain, Théodore du Gard, résidant au château d'Echichens. Lors du choix d'un blason avant la fusion, la commune a repris celui de son ancien châtelain.

Michael Schumacher a joué dans le club de football de ce village[réf. nécessaire].

#### Architecture vernaculaire

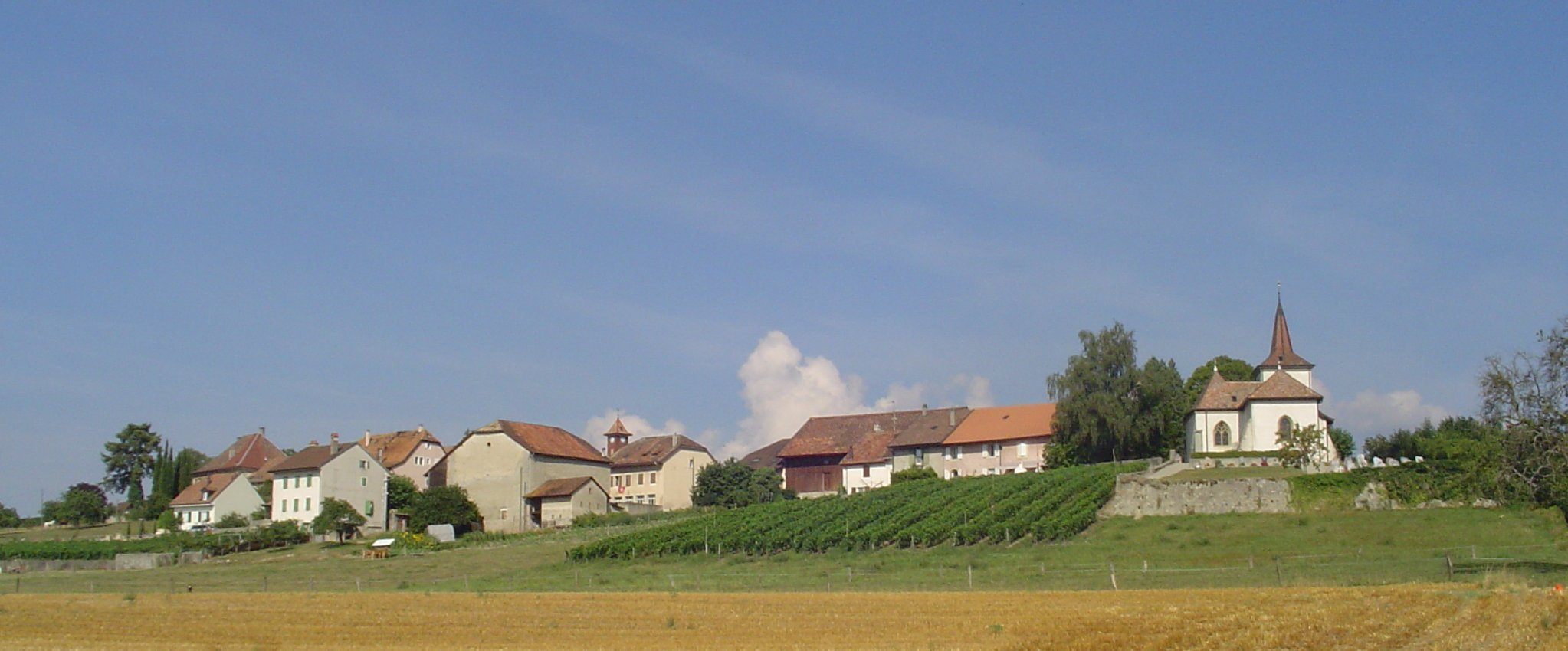
Colombier en août 2006. Photo Gilles Lehnen.

## Culture et patrimoine

### Patrimoine bâti

#### Monuments
La commune compte sur son territoire des châteaux dans chacune de ses localités, dont à Saint-Saphorin-sur-Morges, on y trouve le château de Mestral datant du XVIe siècle.

### Patrimoine naturel
La commune a adhéré à la Charte des jardins en 2021 afin que soient mieux préservés la faune et la flore sauvages, en particulier via l'arrêt de l'emploi des pesticides.
Il est en outre procédé à un inventaire des arbres remarquables.

## Jumelage
Échichens est jumelée avec Saint-Fiacre-sur-Maine (en France) depuis 1977.